# Hajo Wienroth
Hajo Wienroth (* 22. Oktober 1964; † 28. Februar 2024) war ein deutscher Flötist und Ensembleleiter.

## Leben und Werk
Wienroth studierte Querflöte an der Universität Oldenburg. Er erweiterte seine Ausbildung durch ein Studium der Mehrklappenflöte und Traversflöte an der Akademie für Alte Musik Bremen bei Marten Root. Es folgten Meisterkurse bei Wilbert Hazelzet, Lisa Beznosiuk und Barthold Kuijken.
1995/96 wirkte er als Flötist des European Baroque Orchestra. Weitere Zusammenarbeit gab es mit Reinhard Goebel, Roy Goodman und Jos van Veldhoven. Wienroth musizierte für Fernseh- und Rundfunksender in Deutschland, Spanien, Italien, Belgien, Dänemark, Frankreich, England, Tschechien, Polen, Slowenien. Neben seiner Konzerttätigkeit baute er seit 1994 Traversflöten. Mit dem von ihm gegründeten Ensemble Le Chardon das in kleinen und größeren Zusammensetzungen auftritt und aus erfahrenen Musikern wie dem Konzertmeister Simon Standage besteht, erstellte er zahlreiche Einspielungen.

## Tondokumente
- 9 Sonaten von Antoine Mahaut für Traversflöte und B.c. (1997)
- Kammermusik bekannter und unbekannter Musik um Georg Phillipp Telemann (2003)
- Sonaten von J.A. Scheibe, M. Clementi, C.P.E. Bach 2006 (Hajo Wienroth, Winfried Dahlke)
- Arien von J.S. Bach und G.F. Händel für Altus und Orchester, wiederentdeckte Konzerte und Doppelkonzerte 2007 (Maarten Engeltjes Altus, Simon Standage, Hajo Wienroth, Mark Baigent)
- Kantaten und Arien von J.S. Bach für Tenor und Orchester 2008 (Markus Brutscher Tenor, Barockorchester Le Chardon Ltg. Hajo Wienroth)
- Il Mondo de la Luna Haydn Trios und Divertimenti 2009 (Hajo Wienroth, Simon Standage, Poppy Walshaw)